# 2011年リノ・エアレース墜落事故
2011年リノ・エアレース墜落事故（2011ねんリノ・エアレースついらくじこ）は、2011年9月16日に発生した航空事故である。
レースに参加していたノースアメリカン P-51 マスタングが観客席に墜落し、パイロットを含む11人が死亡、69人が負傷した。事故機は、ザ・ギャロッピング・ゴーストと名付けられており、ジェームズ・K・リワードが操縦していた。この事故は、アメリカ国内のエアレースで発生した航空事故としては4番目に死亡者数が多いものとなった。

## 事故の経緯

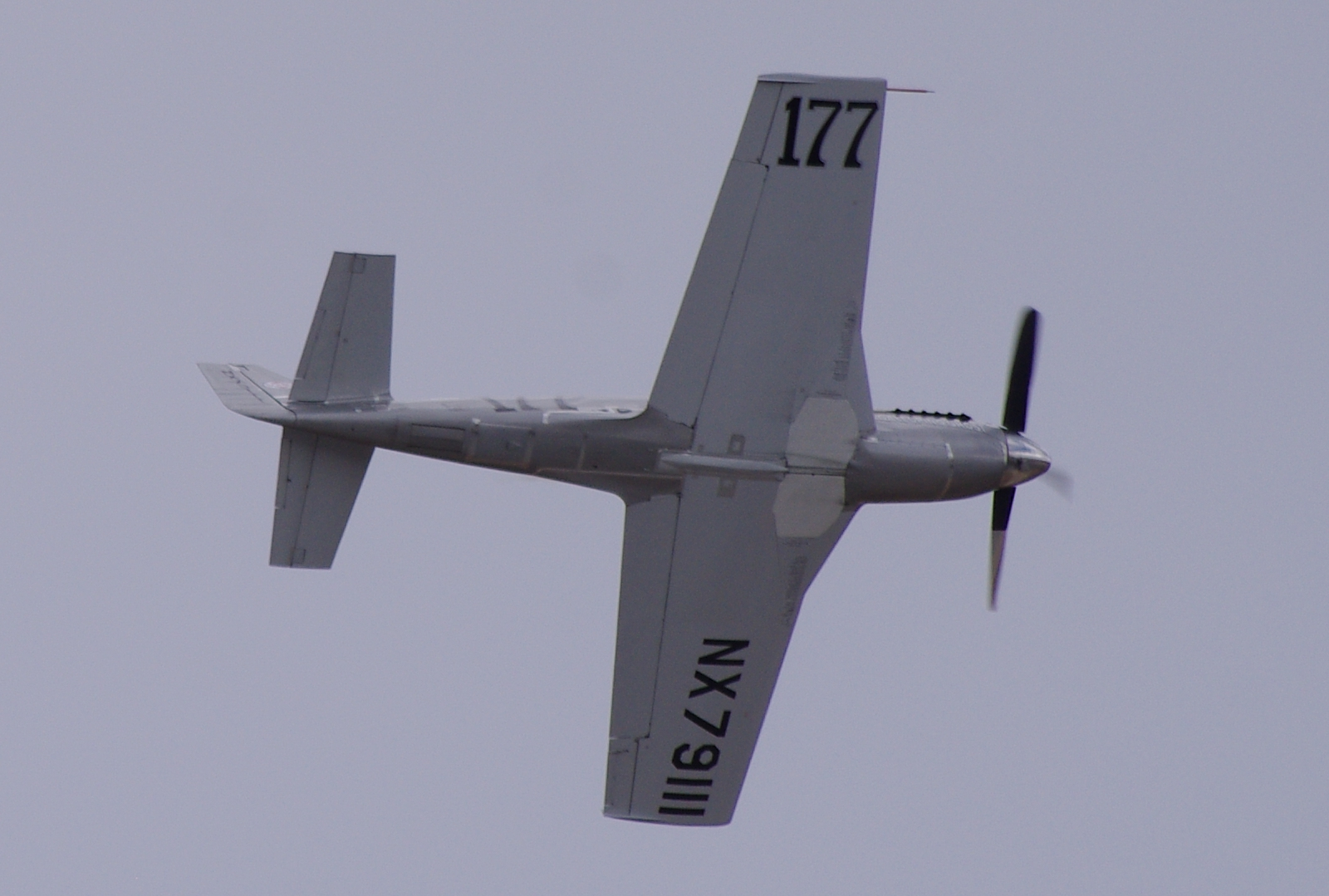
事故直前に撮影されたギャロッピング・ゴースト

ジミー・リワードが操縦するギャロッピング・ゴースト（P-51 マスタング）は、3番目でパイロン8を通過していた。しかし突然、機体は急上昇を始め、上空で反転し急降下した。機体は時速350ノット (650 km/h)でボックス席付近の地面に激突し大破した。
パイロットのリワードを含む7人が現場で死亡し、4人が搬送先の病院で死亡した。事故により、週末にも開催予定だったリノ・エアレースは中止された。
翌日、国家運輸安全委員会（NTSB）が調査を開始し、墜落前に機体から尾翼の一部が脱落していた可能性について検討した。墜落直前に撮影された写真によると、機体は反転しており左側の昇降舵からトリム・タブが無くなっていた事が分かった。

## 事故調査

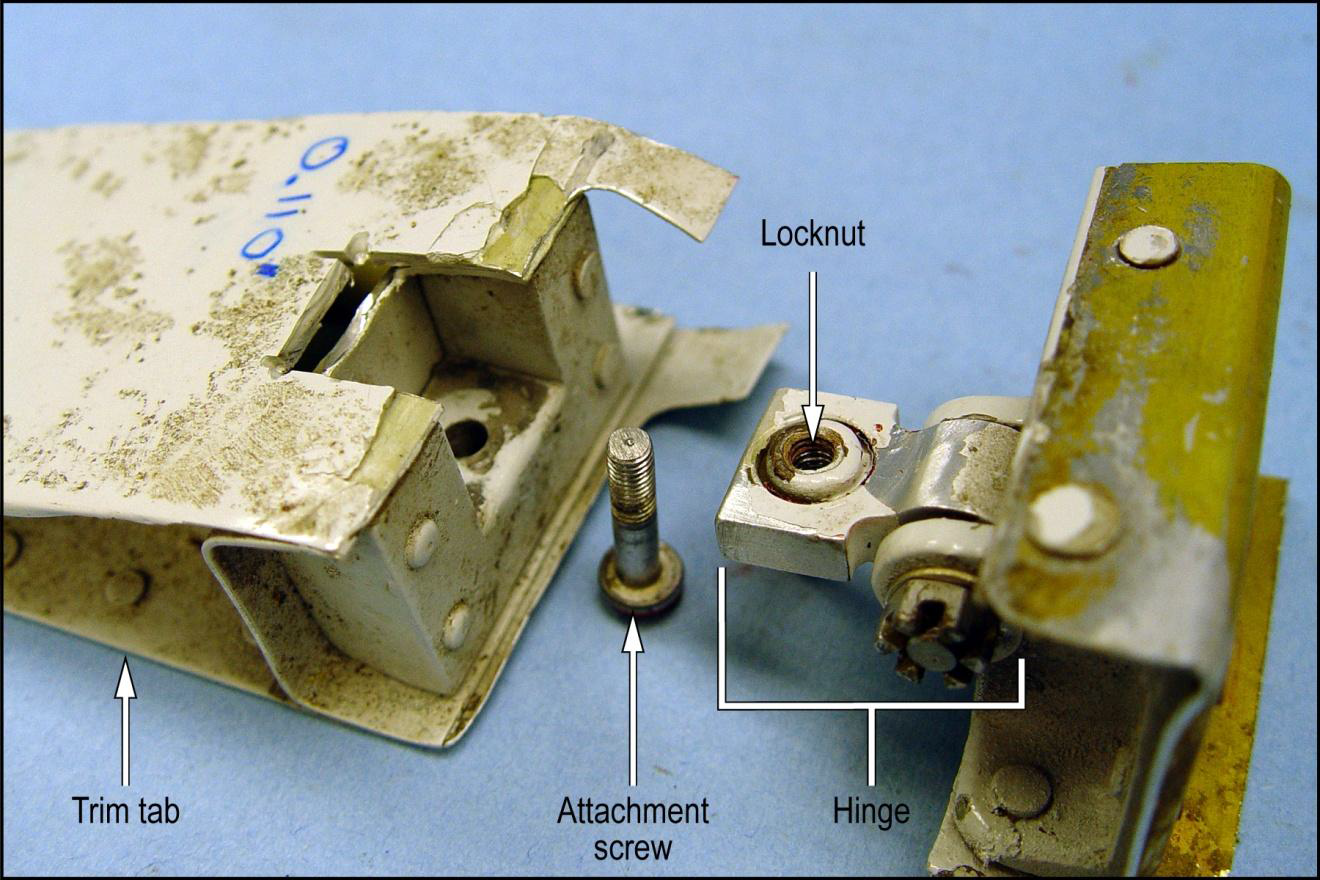
回収された昇降舵のトリム・タブ

NTSBは事故機の改造履歴を調べた。ギャロッピング・ゴーストは、主翼と水平尾翼を切り詰めるなどの改造により機体重量が軽くなっており、抗力が弱まりより速い速度で飛行できるようになっていた。しかしその反面、機体の安定性が損なわれていた。リワードは、事故当日に460ノット (850 km/h)近い速度で飛行しており、以前の最高速度より35ノット (65 km/h)ほど速かった。
2012年8月に公表された報告書では、左昇降舵のトリム・タブに使用されていた使い捨てのナットが緩んでいたことが原因と推測された。そのため、取り付けネジに疲労亀裂が生じ、トリム・タブがばたついた。このばたつきにより、トリム・タブの接続アセンブリが破損し機体のコントロールが失われた。また、改造後に飛行テストを行っていなかったことも事故の要因になったとされた。トリム・タブが脱落した際に、機体には17Gが生じたため、リワードは一瞬のうちに気絶したと考えられた。

## 過去のインシデント
1970年9月18日、リノ・エアレースに参加していたP-51（ミス・キャンディス）がエンジントラブルを起こした。事故機はレース用に改造されたプロペラが、着陸時に滑走路の表面を削った。それにより機体が滑り、滑走路を逸脱した。
1998年、リノ・エアレースに参加していたP-51（ブードゥー・チャイル）がレース中に左のトリム・タブが脱落した。機体は急上昇したため、10G近いGフォースが生じ、パイロットは気絶した。パイロットが意識を取り戻したとき、機体は9,000フィート (2,700 m)近く上昇しており、その後機体は着陸に成功した。この機体は、後にブードゥーと改名され、2011年のレースに参加しており、事故時にギャロッピング・ゴーストの付近を飛行していた。
1999年、リノ・エアレースのアンリミテッドクラスに参加していたP-51（ミス・アシュリーⅡ）がレース中に、ラダー・フラッターに陥り、空中分解した。

## 映像化
- メーデー!:航空機事故の真実と真相 第17シーズン第2話「Death Race」